# テネシー州立大学

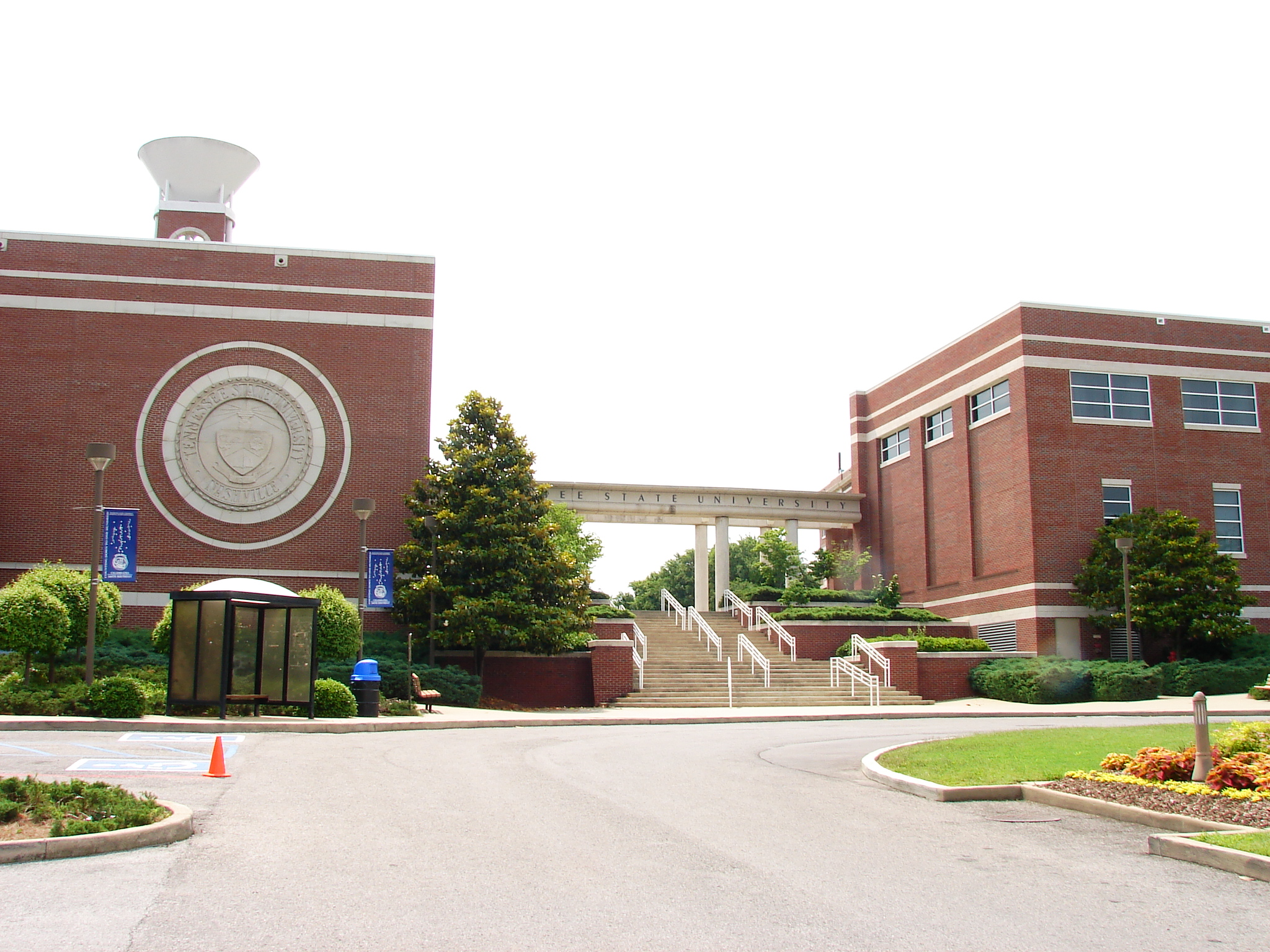

テネシー州立大学（Tennessee State University、TSU）は、アメリカ合衆国テネシー州の州立大学。州都ナッシュビルにある。テネシー州の州立大学で唯一の「歴史的黒人大学」である。サーグッド・マーシャル大学基金に加盟している。

## 歴史
1909年、農工州立普通学校(school )として設立され、1912年6月19日より授業開始。1922年、四年制教育大学を新設し、2年後、農工州立普通大学(college )と名を変えた。さらに5年後、『普通』という文字が除かれた。
1951年、単科大学(college )から総合大学(university )となり、テネシー農工大学(university )と名を変え、1958年、テネシー州教育委員会により本格的なランドグラント大学として認定された。1968年、州議会は『農工』という文字を除き『テネシー州立大学』とすることを決定。1972年よりテネシー州理事会の保護のもとに運営されている。
1912年の創立時の2つのキャンパスのみの小さな単科大学から、200ヘクタールのメインキャンパスの他にナッシュビルのダウンタウンにあるテネシー州会議事堂の近くのエイヴォン・ウィリアムズ校を持つ大学へと著しく進歩した。現在、46州と45カ国から約9,000人の生徒が在籍している。
都会的、男女共学の総合大学で、45種類の学士号、24種類の修士号が取得できる。博士課程には生物科学、心理学、行政学、電子情報処理工学などがある。
1979年7月1日、ノックスビルにメインキャンパスがあり伝統的に白人大学であったテネシー大学ナッシュビル校が裁判所の命令により閉鎖されテネシー州立大学と統合された。これがテネシー州立大学のダウンタウンの校舎になった。

## キャンパス
テネシー州ナッシュビルの3500 John A. Merritt Blvdにある200ヘクタールのメインキャンパスには65棟の建物が建ち並んでいる。エイヴォン・ウィリアムズ校はナッシュビルの商業や政治の中心地であるダウンタウンの近くに位置している。メンフィス、ノックスビル、チャタヌーガにサテライト校を設立してテネシー州内の生徒を増やすのではないかという噂があるが、公式な声明は発表されていない。テネシー州は校内に生徒の寮を設置するよう要請しており、」ウィルソン・ホール、ワトソン・ホール、エプス・ホール、ボイド・ホール、ルドルフ・ホール、ヘイル・ホールといった学生寮の他にフォード・コンプレックス、ニュー・レジデンス・コンプレックスといった上級生用のアパートも2軒ある。

## 著名な出身者
- ブレント・アレキサンダー - NFLフットボール選手
- ベニー・アンダーソン - NFLフットボール選手
- ディック・バーネット - NBAバスケットボール選手
- ジミー・ブラントン - ジャズ・ミュージシャン
- ラルフ・ボストン - オリンピック走幅跳選手で3回メダル獲得。
- ウェイモンド・ブライアント - NFLフットボール選手
- チャンドラ・チーズボロー - オリンピック陸上競技選手。金・銀メダル獲得。
- ハンク・クロウフォード - ジャズ・ミュージシャン
- デイヴ・デイヴィス - NFLフットボール選手
- リチャード・デント - NFLフットボール選手
- ラマー・ディヴェンス - NFLフットボール選手
- ラリー・サープ - NFLフットボール選手
- クリーヴランド・イートン - ジャズ・ミュージシャン
- クリーヴランド・イラム - NFLフットボール選手
- チャーリー・ファーガソン - アメリカン・フットボール・リーグ選手
- シーン・フォーリー - PGAツアー選手へのゴルフ・インストラクター
- ライアン・ファン - パラリンピック選手
- ハロルド・フォードSr - アメリカ合衆国議会議員
- ジョン・フォード - テネシー州議会議員
- ランディ・フラー - NFLフットボール選手
- ハワード・ジェントリーJr - 政治家
- ジョー・ギリアム - NFLフットボール選手
- モーゼス・ガン - 俳優
- テルマ・ハーパー - テネシー州議会議員
- マイク・ヘグマン - NFLフットボール選手
- クラウド・ハンフリー - NFLフットボール選手
- ダニエル・ジョンソン - NFLフットボール選手
- ハーヴェイ・ジョンソンJr - ミシシッピ州ジャクソン市長
- ジョー・ジョンソン - ジャズ・ミュージシャン
- エド・ジョーンズ - NFLフットボール選手
- ジョー・ジョーンズ - NFLフットボール選手
- ラリー・キンブリュー - NFLフットボール選手
- アントニー・リヴァイン - NFLフットボール選手
- マデリーン・マニング - オリンピック陸上競技選手。金メダル獲得。
- アンソニー・メイソン - NBAバスケットボール選手
- エディス・マガイヤー - オリンピック陸上競技選手。金メダル及び2回の銀メダル獲得。
- スティーヴ・ムーア - NFLフットボール選手
- カルロス・レオン・ブレッドソー - 2009年ジハードとしてリトル・ロックの軍求人センター襲撃事件で逮捕
- ルロイド・ニール - NBAバスケットボール選手
- サミュエル・G・ピュアイヤー - クイーンズ大学ゴルフ監督
- トラック・ロビンソン - NBAバスケットボール選手
- ドミニク・ロジャース＝クロマティ - NFLフットボール選手
- カール・ロウワン - ジャーナリスト
- ウィルマ・ルドルフ - オリンピック走者。1つのオリンピックで3つの金メダルを獲得した最初の女性。
- サイモン・シャークス - NFLフットボール選手
- ネイト・シンプソン - NFLフットボール選手
- オリー・スミス - NFLフットボール選手
- ラモーン・C・スミス - 作家
- カーラ・トーマス - 歌手
- レオン・トーマス - ジャズ歌手
- ルファス・トーマス - 歌手(最初の1学期のみ在籍)
- ワイオミア・タイアス - オリンピック走者。100m走で連覇した最初の女性。
- ティナ・タイアス・ショウ - リポーター
- チャールズ・ウェイド - NFLフットボール選手
- カール・ウェイファー - NFLフットボール選手
- A・C・ワートン - メンフィス市長
- アーヴィン・V・ウィリアムズ - ケーブルテレビ、映画プロデューサー
- ジャヴァリス・ウィリアムズ - NFLフットボール選手
- オプラ・ウィンフリー - トークショー司会者、女優